# Abattoir (groupe)
Pour les articles homonymes, voir Abattoir (homonymie).
Abattoir est un groupe américain de speed et power metal, originaire de Los Angeles, en Californie, actif entre 1982 et 1988, puis entre 1998 et 2005, et 2018 et 2019.

## Histoire

### Première période
Le groupe est formé par des amis de lycée, Marc Caro et Mel Sanchez. Abattoir est formé en 1982 par Rawl Preston, les guitaristes Mark Caro et Juan Garcia, ainsi que le bassiste Mel Sanchez et le batteur Robert Wayne et donne de nombreux concerts la même année. Peu de temps après, John Cyriis rejoint le groupe en tant que nouveau chanteur et le groupe enregistre une démo de deux chansons. Leur style musical est décrit par le groupe comme « du metal européen avec des racines punk, alimenté par la pure colère américaine ». La chanson-titre Screams from the Grave est publiée sur la compilation Metal Massacre IV, ce qui permet au groupe d'obtenir une reconnaissance internationale. Abattoir signe un contrat avec Combat Records. Cyriis et Garcia quittent le groupe et forment Agent Steel. Le batteur Wayne quitte également le groupe, qui est mis en veilleuse pendant une courte période.
Début 1985, le groupe continue. Avec le chanteur Steve Gaines, le guitariste Danny Oliverio et Danny Amaya à la batterie, le groupe a présenté trois nouveaux membres. Abattoir joue des concerts avec Metallica et Armored Saint. À la même époque, le groupe subit une pression croissante de la part du label pour adapter son style à des groupes cibles plus larges. Le premier album, Vicious Attack, sort la même année sous Combat Records. L'album contenait entre autres une reprise du classique de Ace of Spades de Motörhead. Peu après la sortie de Vicious Attack, Steve Gaines quitte de nouveau le groupe pour rejoindre Bloodlust. Il est remplacé par Mike Towers du groupe Heretic.

« On peut être vraiment bon musicalement tout en étant vraiment bon en tant que groupe de metal, et c'est de ça qu'Abattoir est fait. »

— Mike Towers, à Metal Forces Magazine
En 1986, le deuxième album The Only Safe Place sort, et est bien plus mélodique que le premier. Le groupe n'accepte pas la sortie de l'album, et le disque ne connait pas un succès retentissant. Mel Sanchez quitte le groupe, et forme avec Juan Garcia le groupe Evildead. En 1987, Abattoir enregistre une nouvelle démo. Il y a plusieurs changements de line-up par la suite et en 1988, le groupe se sépare finalement.

### Dernières périodes
En 1998, certains des membres originaux du groupe se réunissent à nouveau. Ils enregistrent le titre A Call to Irons pour l'album hommage à Iron Maiden. D'autres albums hommage suivent, par exemple pour Saxon ou W.A.S.P. Century Media Records réédite alors les deux albums d'Abattoir. Le groupe tente un retour avec le chanteur et guitariste Steve Gaines, le bassiste Mel Sanchez, le guitariste Mark Caro et le batteur Kevin McShane. En 2001, un album live, No Sleep til Kalamazoo, sort. La démo Evil Incarnate, enregistrée fin 2001, ne trouve cependant pas de label pour sa publication.
Pour le 20e anniversaire de Vicious Attack, Abattoir donne un concert avec des apparitions de presque tous les ex-membres. Le concert est enregistré pour un DVD. En 2009, le groupe se produit avec Steve Gaines, Mark Caro, Mel Sanchez, Juan Garcia et Rob Analeze à la 12e édition du festival Keep It True à Lauda-Königshofen. Ce line-up correspond d'ailleurs aux 4/5 du line up d'Evildead de l'époque, dont la chanson Annihilation of Civilization est également jouée.
Abattoir contribue à façonner la musique de la scène underground. En 2015, Marquee Records réédite l'album Vicious Attack. Le style est décrit comme plein de dynamisme et d'énergie, avec des vocaux à la fois mélodieux et agressifs de Steve Gaines.

## Discographie

### Albums studio
- 1985 : Vicious Attack
- 1986 : The Only Safe Place
- 2001 : No Sleep til Kalamazoo (album live)

### Démos
- 1983 : Screams from the Grave
- 1987 : Demo 1987
- 2004 : From the Ashes